# Tworóg Mały
Tworóg Mały (niem. Quarghammer) – wieś sołecka w Polsce położona w województwie śląskim, w powiecie gliwickim, w gminie Sośnicowice.
W latach 1975–1998 miejscowość administracyjnie należała do województwa katowickiego. Wieś powstała w XVI wieku. 

## Turystyka
Przez wieś przebiega szlak turystyczny:
- - Szlak Stulecia Turystyki